# 傑姆尼亞 (別列扎內區)
49°24′10″N 24°47′54″E / 49.40278°N 24.79833°E
傑姆尼亞（烏克蘭語：Демня）是位於烏克蘭西南部的村莊，由泰爾諾皮爾州泰爾諾皮爾區的納拉伊夫市鎮負責管轄。該村始建於十五世紀，面積8.36平方公里，2014年人口113，人口密度每平方公里159.1人。